# ريمة (المغرب)
ريمة هي قرية في إقليم سطات ضمن جهة الشاوية ورديغة بالغرب المغربي. كان مجموع عدد سكان الجماعة القروية ريمة 8.510 نسمة.(تعداد السكان الرسمي 2004)